# Úton Róma felé (Így jártam anyátokkal)
Az Úton Róma felé az Így jártam anyátokkal című televízió-sorozat nyolcadik évadának huszonegyedik epizódja. Eredetileg 2013. április 15-én vetítették, míg Magyarországon 2013. november 11-én
Ebben az epizódban a Kapitány felkéri Lilyt, hogy menjen vele Rómába és legyen a művészeti tanácsadója. Ted és Barney szeretnék leimádkozni a pufikabátot egy lányról.

## Cselekmény
Jövőbeli Ted szerint 2013 tavaszán Marshallnak és Lilynek kitűnő élete volt, de aztán valami megváltozott. A Kapitány ugyanis közölte Lilyvel, hogy egy évre Rómába kell mennie, és szeretné, ha vele tartana, mint művészeti tanácsadó. Lily szerint ez nagy döntés, ezért egy nap gondolkodási időt kér.
A bárban meg is beszéli ezt Teddel és Barneyval. Ted szerint ez álmai lehetősége és mindig is erre vágyott. Megkérdi, hogy mit szól ehhez Marshall, mire kiderül, hogy még meg se merte neki mondani, ugyanis neki annyira tetszik az új munkája. Ted szerint Marshallnak is tetszik Olaszország, úgyhogy mondja csak meg neki nyugodtan. Lily felhívja őt, de Marshall gyorsan leteszi a telefont, mondván épp egy nagy ügy közepében van. Lily aztán elkezd ábrándozni az olasz életükről, aminek az a vége a fejében, hogy Marshall otthagyja őt egy olasz nőért. Ezért Lily megmondja a Kapitánynak, hogy nem vállalja a munkát – annak ellenére sem, hogy ez az álmai lehetősége. Ezután elindul Marshall munkahelyére. Ott döbbenten látja, hogy az egész épület ki van pakolva. Marshall kénytelen bevallani, hogy a Gruber Gyógyszergyár elleni per után egy csomó megbízást elvesztettek, ami miatt két ember kivételével mindenkit szélnek eresztettek, és ő az egyik, aki maradt. Lily nem érti, akkor miért kellett mindig azt hazudnia Marshallnak, hogy éppen keményen dolgozik, de Marshall azt mondja, hogy nem szeretett volna csalódást okozni neki. Lily szerint a hazugsága miatt vesztette el álmai állását – amikor Marshall is megtudja, mi volt az ajánlat, elrohant a Kapitányhoz, hogy meggyőzze őt.
Ugyan Marshall sikerrel jár, és a Kapitány ismét felajánlja az állást, Lily megint nemet mond. Most már amiatt pánikol, hogy ha valamit elront, akkor kirúgják őt, és Marshall összejön valami olasz nővel. Nem is szeretné emellett feladni a kényelmes new york-i életét. Ted mintezt látva ír Marshallnak, hogy jöjjön haza.
Közben a bárban Barney kiszúr egy lányt egy hatalmas pufikabátban. Ted közli, hogy ismeri őt jógaóráról, és kabát nélkül elképesztően jó teste van. Mivel nem akarja levenni a kabátot, Barney trükkhöz folyamodik: lefizeti Carlt, hogy vegye feljebb a fűtést. Lily botrányosnak találja, hogy Barney, mint Robin jegyese így viselkedik, amire Barney azt mondja, hogy ebben, amit csinál Robin sem talál kivetnivalót. A terv mindazonáltal rosszul sül el, mert a lány egy sálat visel. Hamar kiderül, mikor megérkezik Robin, hogy ő Liddy, az esküvőszervezőjük. Mivel Barney és Ted furcsán viselkedik, Lily rákérdez, hogy mi a gond, és amikor elmondják, kiderül, hogy Robint is idegesíti, hogy miért nem veszi le a kabátját. Robin megkérdi, miért nem hívta el Liddyt randizni korábban, amire Ted azt mondja, hogy próbálta, de amikor meglátta, hogy milyen teste van, egyszerűen lefagyott. Barney szeretné, ha Marshall is itt lenne, ugyanis elkötelezett párkapcsolatban élő bármikor megkérhetnek arra egy lányt mindenféle hátsó szándék nélkül, hogy vegyék le a kabátjukat. Robin szerint Barney is megkérdezheti, hiszen ő is abban él. Némi hezitálást követően Barney megkéri Liddyt, hogy vegye le a kabátját, amit ő meg is tesz, és Barney és Robin is sokkolódnak a látványtól.
Mikor Ted és Barney egyedül maradnak a bárban, Barney elmondja, hogy alig várja az esküvőt, amikor kabát nélkül láthatja majd Liddyt. Ted szerint óvatosabb is lehetne, mert nem úgy viselkedik, mint aki három hét múlva megnősül. Megpróbálja kioktatni Barneyt, aki nemes egyszerűséggel letorkolja, majd közli vele, hogy három hét múlva nem Ted veszi el Robint, hanem ő. Tedet ez láthatóan felzaklatja, de bocsánatot kér, és a dolgok mennek tovább.
A záró jelenetben Robin egy hatalmas pufikabátban fogadja Barneyt a lakásban, aki felcsavarja a fűtést.

## Kontinuitás
- Marshall ismét azt mondja, hogy nem hazudott Lilynek, pusztán kétértelmű szavakat használt. A "Természettörténet" című részben sem hazudott, csak kitalált szavakkal kommunikált; a "Jenkins" című epizódban pedig nem tett rá egyetlen utalást se, hogy ő nő lenne.
- Lily felidézi a Párizsban töltött félévét ("Cukorfalat").
- A per, ami miatt le kellett építeni az ügyvédi irodát, a "12 tüzes asszony" című részben volt. 25 millió dollár helyett mindössze 25 ezer dollárt kapott a cég.
- Marshall szerint Garrison Cootes a bunkerében van, amiről először a "Tanulmányi kirándulás" című részben mesélt.
- Az epizódban ismét hallható a "Murder Train".
- Barney a "Tricikli" című részben látott bajnoki övről fantáziál.

## Jövőbeli visszautalások
- Lily Rómába költözése a 9. évad egyik központi témája.

## Érdekességek
- Az egyik ok, ami miatt Lily nem akar Rómába költözni, hogy nem tud olaszul. "A lehetségtelen" című részben azonban látható volt önéletrajza, mely szerint folyékonyan beszél olaszul.
- Az epizód eredetileg is és a magyar fordításban is az "Úton hazafelé" (Homeward Bound) című film után kapta a címét.
- Mikor Marshall megtudja, hogy Lily másodjára is visszautasította az állást, úgy kiált fel: "Marone!". Ezt Szicíliában használják indulatszóként, tulajdonképpen a magyar "úristen" megfelelője, és az, ahogy Marshall öltözik az olasz jelenetekben, valamint ez a kifejezés, mind-mind utalások Don Fanuccira a Keresztapa második részéből.
- A képzeletbeli olaszországi előretekintésben Marshall a Café Cristalli teraszán ül. A név utalás Jenna Cristallira, akivel "A Tesóeskü" című rész alapján Marshall a középiskolában járt és akivel eljutott a "második bázisig". Tehát maga a jelenet Lily gondolatainak kivetüléseként is a félelmet testesíti meg, hogy Marshall otthagyja őt egy másik nőért, amikor egy régi barátnője neve jelenik meg.

## Vendégszereplők
- Kyle MacLachlan – A Kapitány
- Mircea Monroe – Liddy
- Mario Di Donato – kikiáltó
- Robert Baxt – Bernard
- Jocelyn Osorio – Belissima

## Fordítás
Ez a szócikk részben vagy egészben  a   Romeward Bound című angol Wikipédia-szócikk ezen változatának fordításán alapul.  Az eredeti cikk szerkesztőit annak laptörténete sorolja fel. Ez a jelzés csupán a megfogalmazás eredetét és a szerzői jogokat jelzi, nem szolgál a cikkben szereplő információk forrásmegjelöléseként.